# Бреза
Бреза (лат. Betula sp.) је род дрвенастих биљака из породице Betulaceae. Обухвата око 40 врста дрвећа и жбуња, од којих се 11 налази на Црвеној листи Међународне уније за заштиту природе (енгл. International Union for Conservation of Nature (IUCN)) као угрожене врсте. Осим рода бреза породица Betulaceae обухвата и лешнике (род Corylus), јове (род Alnus) и грабове (родови Carpinus и Ostrya).

## Порекло имена
Научни назив потиче још од Римљана и вероватно је галског порекла, пошто се биљка у делима Плинија Млађег назива и Arbor gallica (галско дрво). Према другим изворима име рода потиче од келтске речи betu, што значи „дрво”.
Домаће име овог рода је словенског порекла и слично је у већини словенских језика: македонски - бреза, словеначки - brė́za, бугарски - бре́за, чешки - bříza, пољски - brzoza, руски - берёза, белоруски - бяро́за, украјински - бере́за, горњолужичкосрпски - brěza, доњолужичкосрпски - brjaza.

## Распрострањеност и услови средине
Скоро све врсте бреза расту у хладном и умереном појасу Европе, Азије и Америке. Већина врста може расти у веома неповољним условима, па се убрајају у пионирске врсте. На пример, после леденог доба обична бреза била је једна од првих врста које су настаниле слободне површине настале после повлачења ледника. Отпорне су на ниске температуре и најчешће могу расти на сиромашним земљиштима, сувим, киселим и сл.

### Брезе у Србији
У Србији расте неколико врста брезе. Најчешћа је обична или бела бреза (Betula pendula Roth.) која у нашим шумама расте заједно са другим дрвећем или сама чини мање састојине - шумарке, тзв. брезике. Поред Власинског језера, на киселом земљишту некадашње Власинске тресаве, расте маљава бреза (Betula pubescens Ehrh.) која се налази на списку угрожених врста у Црвеној књизи флоре Србије

## Изглед и основне карактеристике
Фамилија бреза обухвата око 40 врста дрвећа и жбуња. Обично су кратковечне врсте. најчешће их карактерише бела или веома светла боја коре дебла. Листови су назубљеног обода, на дугим дршкама, спирално распоређени на гранама.
Једнодоме су врсте; и мушки и женски цветови груписани су у ресама. Мушке ресе дуге су 3-6 цм, по 2-4 у групи. Јављају се у јесен, на врху овогодишњих гранчица, а отварају се следећег пролећа, заједно са листањем. Женске ресе су појединачне, дуге око 3,5 цм, широке око 1 цм. Јављају се у пролеће на врховима бочних краткораста, заједно са листањем. Плод је једносемена крилата орашица.
- Бела кора дебла
- Листови маљаве брезе
- Мушке ресе папирне брезе
- Плод брезе

## Употреба
Дрво брезе употребљава се у столарству, коларству, токарству и резбарству, затим за фурнире, за вештачку свилу и вуну и тд.
Осим дрвета и могућности употребе осталих делова брезе чине се бесконачним. Још у каменом добу људи су израђивали одећу, обућу и посуде од брезове коре, а користила се и за штављење и као папир. Непропусна је за воду и пуна је ваздушних јастучића, па су северноамерички Индијанци од ње правили лаке кануе. Познато је да су становници земаља на северу Европе брезовом кором покривали кровове кућа, које су затим застирали земљом и на њима садили траву и друго ниско растиње. Ова древна викиншка традиција данас поново постаје актуелна, посебно у Норвешкој. Овакви „зелени” крови имају бројне предности. Доста су тешки, што помаже да се кућа стабилизује, одлична су топлотна и хидроизолација, дуготрајни су, представљају простор за узгој разног биља, а ваздух унутар куће чине квалитетнијим.
Смолом брезе још су праисторијски људи учвршћивали врхове копаља и харпуне на држаље, из коре се сувом дестилацијом добија брезово катранасто уље, а захваљујући смоли брезово дрво може горети чак и док је свеже и влажно. Од танких брезових гранчица и данас се израђују тзв. брезове метле, најбољи алат за чишћење опалог лишћа са травњака.
- Брезов фурнир
- Мост од брезових грана
- Кану од брезове коре, Музеј Карла Маја у Радебојлу, Немачка
- Индијански вигвами од брезове коре
- Различити производи америчких староседелаца, начињени од брезове коре
- Различите посуде од брезове коре на изложби у Финском националном музеју, Хелсинки, Финска
- Гукси - традиционалне скандинавске посуде за млеко од брезовог дрвета
- Травнати кровови на Исланду
- Детаљ кровне конструкције травнатог крова, Музеј на отвореном, Фарска острва
- Манускрипт на брезовој кори, пронађен у Кашмиру

### Брезов сок
Употреба брезовог сока за пиће веома је стара. Претпоставља се да га је прикупљао још праисторијски човек, а у многим крајевима света и данас се прикупља и користи као пиће, свеж, ферментисан или прерађен. Најпопуларнији је у Ирској, Шкотској, Русији, Пољској, балтичким земљама и тд.
У свежем соку има до 2% шећера (претежно глукозе и фруктозе) и доста калијума, калцијума и гвожђа. Употребљава се за производњу сирупа и шећера. Количина шећера у соку највећа је у време избијања листова. У Русији се брезов сок ферментише у алкохолно пиће, брезово вино, које може садржати до 5% алкохола. Током топлих дана брезов сок брзо ферментише.
Брезов сок се прикупља тако што се на деблу пробуши рупа дубока неколико центиметара и у њу се утакне цев. Кроз ову цев се сок прикупља током наредних 48 сати, а након тога рупа се запуши дрвеним чепом. Једно стабло може дневно дати око 4,5 л сока, а током сезоне око 170 л. Сок се прикупља током пролећа, на почетку вегетационе сезоне, зависно од климатског подручја од фебруара до краја априла. Да се не би нанела штета једно стабло може се користити сваке друге године. Често бушење једног истог стабла може на њему изазвати гљивичне инфекције.

### Бреза у исхрани
Свеже убрани лисни пупољци и млади листови брезе могу се користити у исхрани, као додатак чорбама и варивима. На тај начин користили су их још стари Словени. Осушени листови и младе гранчице могу се употребити за ароматизовање сирћета за салате. Самлевени суви листови могу се користити и као замена за со.
За исхрану се може користити и унутрашњи део брезове коре који се меље у брашно. Од овог брашна може се месити хлеб или припремати каше и друга јела. Користи се само, или помешано са другим врстама брашна, а могу му се додавати и сушене и млевене брезове ресе. У многим земљама и данас се припремају специјалитети са овим брашном, а на Камчатки уситњену кору мешају са кавијаром.

### Бреза у народној медицини
Суви брезов лист користи се и у народној медицини за припрему чајева и купки. Богати су витамином Ц, а садрже доста каротина, витамина Е, танин, сапонин, бетулабин и друге важне минерале.

## Употреба у озелењавању
Брезе су неизоставни елеменат готово сваке зелене површине, чак и оних најмањих. Разлог томе свакако је светла кора због које су врсте овог рода декоративне током целе године, чак и зими. Током пролећа красе их цветне ресе, а јесења боја лишћа неизоставни је елеменат јесењег колорита сваког врта. Захваљујући отпорности и прилагодљивости најсуровијим условима ове пионирске врсте веома много се користе у пошумљавању голети. Бреза црпе пуно воде, па се често саде на влажним теренима као помоћ при одводњавању.
- Бреза у пролеће - централна градска зона
- Брезе лети - Мали цветњак у коме доминира бреза
- Брезе у јесен - шеталиште поред зелене површине
- Брезе зими - алеја у градском парку
- Жалосна бреза

## Бреза у традицији и митологији
Бреза игра велику улогу у традицији и веровањима народа средње и северне Европе. Постојало је веровање да су брезове гране најбоља заштита против вештица и других злих сила. У Београду је некада постојао обичај да сватови, када полазе из куће у цркву, прелазе преко брезове метле, како би метла задржала уроке и зле душе. У веровањима и обредима источних Словена бреза има много већу улогу него у нашим. Посебно је цењена у руском народу, где су брезове гранчице незаобилазни елеменат многих традиционалних обреда. Постављају се изнад улазних врата, како би се зле силе спречиле да уђу, или се носе са собом као заштита. У митологији скандинавских народа дрво брезе посвећено је богу Тору.

### Паљење петровданских лила
Кора брезе је основни материјал који се користи за прављење лила током обреда под називом Лилање или Паљење петровданских лила. Ово је обичај који је вековима присутан код сточарског становништва на подручју западне Србије. Везан је за празник Петровдан посвећен Светим Апостолима Петру и Павлу, који се прославља 12. јула. Овај народни обичај се код Срба, осим на Петровдан, упражњава и пред Велике покладе, уочи Ивањдана, Спасовдана и Ђурђевдана. Сличан обичај присутан је код свих Словенских народа, али и код многих других.
Да би се направиле лиле кора брезе се тракасто ољушти, савије кружно попут „ветрењаче” и причврсти на врх лесковог штапа дужине око 1 метар. Да би била спремна за употребу, односно лако запаљива, овако направљена лила суши се неколико дана. Централни догађај светковине је паљење лила и праћен је низом обичаја.
Године 2017, на предлог Центра за културу „Вук Караџић” из Лознице, обичај паљења петровданских лила или лилање уврштен је у Национални регистар нематеријалног културног наслеђа Србије.

## Врсте брезе
Брезе Северне Америке
- - Жута бреза (B. lutea)
- - Планинска папираста бреза
- - Америчка патуљаста бреза
- - Речна бреза
- - Водена бреза
- - Папираста бреза
- - Сива бреза

Брезе Европе и Азије
- - Кинеска црвена бреза
  -  - Севернокинеска црвена бреза
- - Јужнокинеска бреза
- - Кинеска патуљаста бреза
- (Betula sibirica, Betula extremiorientalis)
- - Манџурска бреза
  -  - Јапанска бреза
- - Патуљаста бреза
- (Betula verrucosa, Betula aetnensis) - обична или бела бреза
- - Маљава бреза